# Primera División de Turkmenistán
La Primera Liga de Turkmenistán (en turcomano: Türkmenistan Birinji Ligasy) es la segunda liga de fútbol más importante de Turkmenistán solo por debajo de la Liga Superior de Turkmenistán.

## Historia
Fue creada en el año 2015 con el fin de expandir el fútbol en el país, así como de que algunos equipos colocaran a un equipo filial para promover sus fuerzas básicas.

## Formato
En su primera temporada el torneo dividió a los 32 equipos participantes en 4 zonas geográficas, donde cada grupo jugaba independientemente de los otros, y en donde el vencedor de cada uno de los grupos jugaría una ronda de todos contra todos para definir al equipo que jugaría en la Liga Superior de Turkmenistán.

## Participantes 2015

### Zona Balkan
- Balkan-2
- Bordo
- Galkynysh Turkmenbashy
- FC Gumdag
- Hazar Tolkuny
- Nebitgurlushyk
- Sary-Dash Serdar
- Shagadam-2
- Yashlyk

### Zona Central
- Altyn-Tach
- Kerwen
- Diyar
- Hasyl
- Köpetdag Aşgabat
- Kopetdag-2
- MGSK

### Zona Dashoguz
- Akdepe
- Almaz
- Aral
- Arzuw
- Gorogly
- Standard

### Zona Mary
- Agzybirlik FC
- Energetik-2
- Futbol Mekdep-1
- Futbol Mekdep-2
- Jemagat FC
- Kuwwat
- Merw-2
- MTS
- Nesip
- Yoloten